# Miodet
Der Miodet ist ein Fluss in Frankreich, der im Département Puy-de-Dôme in der Region Auvergne-Rhône-Alpes verläuft. Er entspringt im Gemeindegebiet von Saint-Éloy-la-Glacière, entwässert in einem Bogen von Nordwest nach Nordost durch den Regionalen Naturpark Livradois-Forez und mündet nach rund 30 Kilometern gegenüber von Sauviat, jedoch an der Gemeindegrenze von Saint-Flour und Domaize als linker Nebenfluss in die Dore. Unmittelbar vor seiner Mündung ist der Miodet noch zu einem kleinen See zur Elektrizitätsgewinnung aufgestaut.

## Orte am Fluss
(Reihenfolge in Fließrichtung)
- Auzelles
- Saint-Dier-d’Auvergne